# Cordia brownei
Cordia brownei là loài thực vật có hoa trong họ Mồ hôi. Loài này được (Friesen) I.M.Johnst. mô tả khoa học đầu tiên năm 1950.